# Die Brüder Karamasow (1969)
Die Brüder Karamasow ist eine sowjetische Literaturverfilmung in drei Teilen von Iwan Pyrjew aus dem Jahr 1969. Sie beruht auf dem gleichnamigen Roman von Fjodor Dostojewski.

## Handlung
Die Familie Karamasow hat sich beim ehrwürdigen Starez Sossima versammelt, einem angesehenen Mönch und Lehrmeister des Aljoscha Karamasow. Hier beschuldigt Sohn Dmitri den Vater, ihm Geld vorzuenthalten. Der Vater berichtet von Dmitris ausschweifendem Lebenswandel, so habe er die reiche Katerina glauben lassen, er liebe sie, sei jedoch eigentlich an der ehemaligen Frau eines Kaufmanns, Gruschenka, interessiert, die einen zweifelhaften Ruf genießt. Um sie für sich zu gewinnen, brauche er Geld. Der Streit eskaliert und es wird deutlich, dass Vater und Sohn beide um Gruschenka werben. Dmitri ist eine aufbrausende Natur. Als er glaubt, dass Gruschenka beim Vater weilt, greift Dmitri den Vater an und droht, ihn eines Tages umzubringen. Die Brüder Iwan und Aljoscha halten Dmitri zurück. Iwan gilt als der Intellektuelle, ist Nihilist und verneint die Anwesenheit Gottes auch vor dem tiefgläubigen Aljoscha. Iwan wünscht, den Vater tot zu sehen, würde einen Mord jedoch jederzeit verhindern.
Dmitri war mit Katerina verlobt. Sie war vor einem Jahr in finanzieller Not zu ihm gekommen und er hatte sie für Geld besitzen wollen. Als sie zustimmte, um ihn zu beschämen, gab er ihr das Geld und ließ sie gehen – und übertraf sie so noch an Edelmut. Kurze Zeit später folgte die Verlobung, obwohl Katerina nach Dmitris Meinung eigentlich Iwan liebte. Für die Liebe von Gruschenka gibt Dmitri Katerina jedoch auf und Katerina und Gruschenka sind zudem nach einem Treffen, bei dem Gruschenka Katerina tief demütigt, verfeindet. Dmitri steht jedoch noch in Katerinas Schuld: Sie gab ihm einst 3000 Rubel, die er auf einer geplanten Reise nach Moskau einer Tante geben sollte. Dmitri jedoch brachte das Geld mit Gruschenka durch. Betrunken schreibt er an Katerina, dass er versuche, das Geld aufzutreiben. Schaffe er es nicht, werde er seinen Vater ermorden. Bei einem Rechtsanwalt und beim Förster Ljagawy versucht Dmitri vergeblich, Geld zu kriegen. Aljoscha versucht beim Vater, das Geld zu erhalten, doch der verweigert die Zahlung, da er selbst Gruschenka für sich gewinnen will.
Iwan plant, nach Moskau abzureisen, unter anderem, weil er sich innerlich endlich von Katerina abgewandt hat. Der Diener des Vaters, Smerdjakow, rät ihm dazu. Es wird deutlich, dass der Diener glaubt, dass Dmitri den Vater ermorden will, hat Smerdjakow Dmitri doch unter anderem berichtet, dass der Vater 3000 Rubel für Gruschenka im Haus hinterlegt hat. Fährt Iwan, kann er nicht mit dem Mord in Verbindung gebracht werden. Iwan ist entsetzt, teilt Smerdjakow jedoch mit, dass er seine Reise nach Moskau am Morgen antreten werde. Unterdessen wird Gruschenka von ihrem früheren Ehemann, dem Kaufmann Samsonow, zu sich gerufen. Sie verlässt die Stadt, ohne sich von Dmitri zu verabschieden, und gibt vor, ihn nie länger als die eine Stunde geliebt zu haben, in der beide zusammen waren. Dmitri glaubt, sie habe sich für seinen Vater entschieden und eilt in Rage zu ihm. Wenig später erscheint er blutbefleckt bei den Dienern Gruschenkas, die ihm ihren wahren Aufenthaltsort gestehen.
Dmitri sucht Gruschenka und Samsonow auf, die in einer Herberge in einem Dorf abgestiegen sind. Dmitri vertreibt Samsonow und verlebt den Abend mit Musik und Tanz. In einer ruhigen Minute bittet er Gott, den von ihm Niedergeschlagenen wieder zum Leben zu erwecken und hofft, dass er nicht gestorben ist. Dabei wird er vom Wirt belauscht. Der holt die Polizei, die Dmitri verhaftet. Dmitri bestreitet den Mord an seinem Vater: Er habe ihn aus Eifersucht töten wollen, es sich jedoch in letzter Sekunde anders überlegt. Das Blut an seinen Händen stamme vom Diener Smerdjakow, den er im Garten niedergeschlagen habe. Die 1500 Rubel, die bei ihm gefunden werden, sind ein Teil des Geldes, das er von Katerina erhalten hatte, und nicht die 3000 Rubel des Vaters. Dmitri wird inhaftiert und Gruschenka verspricht, auf ihn zu warten. Aljoscha sucht Dmitri im Gefängnis auf und versichert ihm, an seine Unschuld zu glauben. Iwan wiederum taucht am Tag vor der Verhandlung gegen Dmitri beim kranken Diener Smerdjakow auf. Dieser gesteht ihm, den Vater ermordet zu haben – auf Iwans Geheiß hin, habe der doch in ihrer Unterredung kurz vor der Abreise einer Ermordung des Vaters zugestimmt, ja diese in Auftrag gegeben. Iwan ist entsetzt, zumal ihm Smerdjakow die 3000 Rubel aufdrängt, die der Vater in einem Umschlag im Haus versteckt hatte – Dmitri kannte deren Versteck nicht. Smerdjakow behauptet zudem, ein Halbbruder Iwans zu sein und damit ein Karamasow. Iwan will Smerdjakow am nächsten Tag vor Gericht bringen und ihn des Mordes beschuldigen sowie einen Teil der Mitschuld auf sich nehmen.
Iwan geht in seine Wohnung zurück und dort wird deutlich, dass er an Wahnvorstellungen leidet und den Teufel in Menschengestalt vor sich glaubt. Seine Visionen werden durch Aljoscha unterbrochen, der ihm mitteilt, dass sich Smerdjakow umgebracht habe. Bei der Verhandlung am nächsten Tag scheint Dmitri zunächst dem Freispruch nahe zu sein. Katerina zeichnet die Beziehung zu Dmitri in besten Farben und erwähnt den verhängnisvollen Brief mit der Androhung des Mordes, den Dmitri ihr betrunken geschrieben hatte, nicht. Gruschenka gibt zu Protokoll, in Smerdjakow den Mörder zu sehen, greift jedoch auch Katerina an. Iwan wiederum gibt zu, Smerdjakow zum Mord am Vater angestiftet zu haben. Beweise hat er nicht und glaubt kurz darauf, den Teufel im Gerichtssaal zu sehen. Der kurz vorm Zusammenbruch stehende, hysterisch auftretende Iwan wird schließlich aus dem Saal geführt und Katerina gibt im Tumult den verhängnisvollen Brief an den Richter. Dmitri kann den Vorwurf des Mordes nicht ausreichend entkräften und wird verurteilt. Er muss Zwangsarbeit in Sibirien leisten und Gruschenka folgt ihm nach Sibirien.

## Produktion
Im Februar 1968 waren bereits zwei Teile von Die Brüder Karamasow abgedreht, als Regisseur Iwan Pyrjew überraschend verstarb. Der dritte Teil wurde daraufhin von den Hauptdarstellern des Films Kirill Lawrow (Iwan) und Michail Uljanow (Dmitri) fertiggestellt. Der Film erlebte am 10. Januar 1969 seine Weltpremiere. Teil 3 wurde erstmals am 18. August 1969 gezeigt. Am 17. Oktober und 7. November 1969 liefen die verschiedenen Teile im Kino der DDR an und wurden am 2. und 3. Juli 1971 erstmals auf DFF 2 im Fernsehen gezeigt.
Die Musik wurde vom Filmsinfonieorchester unter der Leitung von Emin Chatschaturjan eingespielt.

## Synchronisation
Den Dialog der DEFA-Synchronisation schrieb Annette Ihnen, die Regie übernahm Johannes Knittel.
| Rolle           | Darsteller          | Synchronsprecher   |
| --------------- | ------------------- | ------------------ |
| Dmitri          | Michail Uljanow     | Gerhard Paul       |
| Gruschenka      | Lionella Pyrjewa    | Renate Rennhack    |
| Iwan            | Kirill Lawrow       | Hans-Peter Minetti |
| Aljoscha        | Andrei Mjagkow      | Peter Aust         |
| Vater Karamasow | Mark Prudkin        | Willi Narloch      |
| Katerina        | Swetlana Korkoschko | Irmelin Krause     |
| Smerdjakow      | Walentin Nikulin    | Jochen Thomas      |

## Kritik
Für Die Zeit war Die Brüder Karamasow „ein aufwendiger Farbfilm von Pyrjew […] eine über vierstündige Dostojewskij Verfilmung, in der die Darsteller wie im Hoftheater agieren. Es ist der Stil von vorgestern, bedauerlich bei dem Aufgebot von erstklassigen Schauspielern.“ Die Kritik der DDR verriss den Film. „Für einen Sowjet-Film dürfte es kein vernichtenderes Urteil geben, als daß man ihn von einem Hollywood-Film nicht unterscheiden könnte“, schrieb Ernst Schumacher. Die Brüder Karamasow sei „ein zutiefst rückschrittlicher Film“ mit bloßen „sozialistische[n] Floskel[n]“ und ohne „gesellschaftliche, gesellschaftsverändernde Kraft“.
Der film-dienst bezeichnete Die Brüder Karamasow als „episch angelegte Verfilmung des gleichnamigen Romans von Dostojewski […] Trotz aufwendiger formaler Mittel und guter Darstellung ist keine vollauf überzeugende filmische Umsetzung des Klassikers gelungen.“

## Auszeichnungen
Die Brüder Karamasow wurde 1970 für einen Oscar als Bester fremdsprachiger Film nominiert, konnte sich jedoch nicht gegen Costa-Gavras’ Politthriller Z durchsetzen.
Iwan Pyrjew, Michail Uljanow & Kirill Lawrow waren zudem 1969 für den Goldenen Preis des Internationalen Filmfestival Moskau nominiert.